# 呂宗儒
呂宗儒（1540年—？），字汝為，四川成都府資陽縣人，民籍，明朝政治人物。

## 生平
嘉靖四十三年（1564年）甲子科四川鄉試第四十八名舉人，隆慶二年（1568年）戊辰科會試第三百八十六名，第三甲第一百三十三名進士。官至陝西蒲城縣知縣，坐贓免職。

## 家族
曾祖呂孟陽；祖父呂明亮；父呂鶚，壽官，母何氏。具慶下。弟呂學儒、呂鴻儒。